# 女優ナナ (1955年の映画)
『女優ナナ』（Nana）は、1955年に公開されたフランスの映画。エミール・ゾラの小説「ナナ」を原作にしている。クリスチャン＝ジャックが監督し、マルティーヌ・キャロル、シャルル・ボワイエが主演した。イーストマン・カラー作品。

## キャスト
- ナナ：マルティーヌ・キャロル（吹替：黒柳徹子）
- ムッファ伯爵：シャルル・ボワイエ（吹替：和田文夫）
- ヴァンドゥーヴル公爵：ジャック・カステロ（フランス語版）
- ナポレオン三世：ジャン・ドゥビュクール（フランス語版）
- フォンタン：ヴァルテル・キアーリ（フランス語版）

※日本語吹替：テレビ版・初回放送1966年10月12日『テレビ名画座』

## スタッフ
- 監督：クリスチャン＝ジャック
- 原作：エミール・ゾラ
- 脚本：ジャン・フェリー（フランス語版）、アルベルト・ヴァランタン（フランス語版）、アンリ・ジャンソン（フランス語版）、クリスチャン＝ジャック
- 撮影：クリスチャン・マトラ（フランス語版）
- 編集：ジャック・デサグノー（フランス語版）、ジュリア・フォンタナ
- 音楽：ジョルジュ・ヴァン・パリス（フランス語版）